# Nuovo movimento religioso
Nuovo movimento religioso (NMR, o NRM dall'inglese new religious movement) è un'espressione utilizzata per indicare fedi religiose o movimenti etici, spirituali o filosofici di origine recente e che non appartengono a una chiesa o a un'istituzione religiosa più antica, quasi tutti apparsi a partire dagli anni cinquanta del Novecento.

## Descrizione
L'espressione "nuovo movimento religioso" comprende una vasta gamma di movimenti basati su nuovi approcci alla spiritualità o religione, che si presentano come alternativa alle religioni istituzionali ufficiali e alla cultura prevalente. Tale uso non è universalmente accettato dai gruppi cui è abitualmente applicato.
L'espressione è generalmente preferita dalla comunità scientifica al posto di "setta"o "culto" (diffuso in area anglofono), in quanto questi ultimi termini sono collegati a connotazioni negative.
L'espressione "nuovo movimento religioso" è controversa per differenti ragioni. Da una parte l'aggettivo "nuovo" viene attribuito ad alcuni movimenti fondati nell'Ottocento, quali i mormoni o Chiesa di Gesù Cristo dei santi degli ultimi giorni, oppure le varie Chiese dell'avventismo. D'altra parte il termine "religioso" viene rifiutato da alcuni movimenti che definiscono le loro pratiche come spirituali e non religiose, mentre alcuni critici negano che certi movimenti, come ad esempio Scientology, siano di carattere religioso quanto piuttosto di essere semplicemente dei movimenti del potenziale umano.

## Esempi di nuovi movimenti religiosi
- Adamiti
- Ahmadiyya
- Ayyavazhi
- Amicalismo
- Amish
- Ananda Marga
- Antoinismo
- Archeosofia
- Aum Shinrikyō
- Avventismo
- Avventisti del settimo giorno del movimento di riforma
- Bahá'í
- Bambini di Dio
- Battisti del settimo giorno
- Caodaismo
- Ceondoismo
- Chiesa cattolica-apostolica
- Chiesa cristiana avventista
- Chiesa cristiana avventista del settimo giorno
- Chiesa cristiana millenarista
- Chiesa di Cristo
- Chiesa di Dio Onnipotente
- Chiese Elim
- Chiesa bickertonita
- Chiesa di Gesù Cristo dei santi degli ultimi giorni
- Chiesa neo-apostolica
- Chiesa del Regno di Dio
- Chiesa di scienza divina
- Chiesa spiritista
- Chiesa universale del regno di Dio
- Chiesa dell'unificazione
- Comunità di Cristo
- Copimismo
- Cristadelfiani
- Dudeismo
- Eckankar
- Ergoniani
- Etenismo
- Giudaismo messianico
- Giurisdavidismo
- Heaven's Gate
- House of Yahweh
- Hussiti
- Hutteriti
- Ikuantao
- International Christian Fellowship
- ISKCON
- Jesus movement
- Kimbanguismo
- Kriyā Yoga
- Liismo
- Libero Spirito
- Mammillari
- Mariavitismo
- Meditazione trascendentale
- Mennoniti
- Mormonismo
- Movimento del Graal
- Movimento raeliano
- Movimento umanista
- New Age
- New Thought
- Rajneeshismo
- Quaccherismo
- Rastafarianesimo
- Sahaja Yoga
- Organizzazione Sathya Sai
- Self-Realization Fellowship
- Scientology
- Scienza religiosa
- Shakers
- Socinianesimo
- Soka Gakkai
- Subud
- Taboriti
- Tempio del popolo
- Testimoni di Geova
- The Process Church of The Final Judgment
- Unitariani universalisti
- Unitarianismo
- Unity Church
- Vera Chiesa di Gesù
- Vita universale
- Wicca
- Worldwide Prayer Circle
- Yoismo